# Saponaria caespitosa
Saponaria caespitosa là loài thực vật có hoa thuộc họ Cẩm chướng. Loài này được DC. miêu tả khoa học đầu tiên năm 1808.